# Melica subflava
Melica subflava là một loài thực vật có hoa trong họ Hòa thảo. Loài này được Z.L.Wu mô tả khoa học đầu tiên năm 2002.